# Lípový kopec
Lípový kopec (479 m n. m.), též Lipový kopec či Lipový vrch, je vrch v okrese Mělník Středočeského kraje v Chráněné krajinné oblasti Kokořínsko – Máchův kraj. Leží asi 0,4 km jjv. od vesnice Houska, na katastrálním území Libovice. Vrch patří do skupiny tzv. Houseckých vrchů.

## Popis vrchu

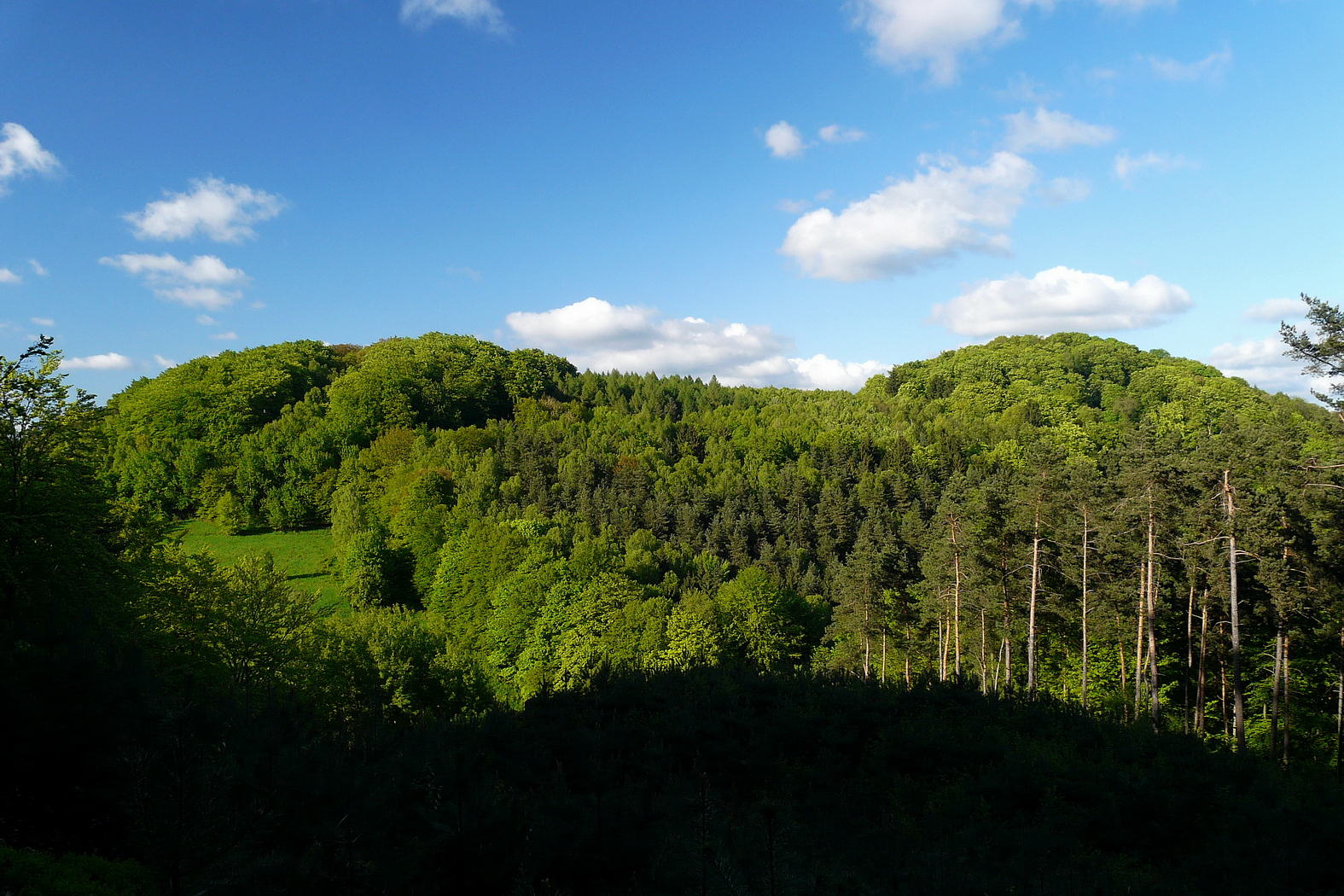
Lípový kopec (vlevo) a Špičák

Je to neovulkanický suk tvaru kupy ze svrchnokřídových křemenných pískovců podmíněný čedičovou horninou (trachybazalt). Vulkanitové těleso je odhaleno na vrcholu a částečně odtěženo starým kamenolomem. Vrch, jenž je bez výhledu, pokrývá převážně listnatý les tvořený lipami, po nichž vrch nese jméno. Lípový kopec tvoří těsné dvouvrší s jihovýchodně ležícím Špičákem (483 m).

## Geomorfologické zařazení
Vrch náleží do celku Ralská pahorkatina, podcelku Dokeská pahorkatina, okrsku Polomené hory, podokrsku Housecká vrchovina a Libovické části.

## Přístup
Automobilem se dá nejblíže dojet na parkoviště u hradu Houska. Odtud vede modrá turistická značka od hradu Houska přes severovýchodní svah Lípového kopce dále na Vrátenskou horu. Z parkoviště vede souběžně s modrou též červená značka, která se na severu Lípového kopce odděluje na jihozápad. Na samotný vrchol nevede žádná cesta.